# 国鉄モハ43形電車
モハ43形は、かつて日本国有鉄道（国鉄）およびその前身である鉄道省に在籍した電車である。
東海道本線京阪神地区向けに製作された片運転台で車体長20m級の三等電動車に与えられた形式で、オリジナルは42系に属するが、後に52系に属する車両が新造された。
1. 43001～43037 - 1933年（昭和8年）から1934年（昭和9年）にかけて製作された基本形。詳細は国鉄42系電車#モハ43形を参照。
2. 43038～43041 - 1937年（昭和12年）にかけて製作された関西急電用の電動車。オリジナル車に比べて歯車比が小さく、性能的にはモハ52形と同等である。詳細は国鉄52系電車#第3次車を参照。

太平洋戦争後、一部が電動機を強力なものに交換され、モハ43形800番台を経て、1953年（昭和28年）6月1日に施行された車両形式称号規程改正により、モハ53形に改められた。
1959年（昭和34年）6月1日に施行された車両形式称号規程改正では、クモハ43形に改められている。さらに1965年（昭和40年）には、身延線向けにパンタグラフの取付け部を低屋根化した800番台（2代目）が登場している。